# Arsans
Arsans ist eine Gemeinde im französischen Département Haute-Saône in der Region Bourgogne-Franche-Comté.

## Geographie
Arsans liegt auf einer Höhe von 220 m über dem Meeresspiegel, neun Kilometer südsüdöstlich von Gray und etwa 33 Kilometer westnordwestlich der Stadt Besançon (Luftlinie). Das Dorf erstreckt sich im Süden des Départements, östlich der Saôneebene auf einem Plateau am Ostrand des Bois Dame.
Die Fläche des 2,48 km² großen Gemeindegebiets umfasst einen Abschnitt der leicht gewellten Landschaft zwischen den Talebenen von Ognon im Süden und Saône im Norden. Der Hauptteil des Gebietes wird von einem Plateau eingenommen, das durchschnittlich auf 220 m liegt. Es ist aus tertiären Sedimenten aufgebaut und wird vorwiegend landwirtschaftlich genutzt. Nach Norden wird das Plateau durch einen Seitenbach der Ténise (Zufluss der Saône) entwässert. Im Westen erstreckt sich der Gemeindeboden in die Waldung des Bois Dame. Mit 247 m wird auf der ebenfalls bewaldeten Anhöhe östlich des Dorfes die höchste Erhebung von Arsans erreicht.
Nachbargemeinden von Arsans sind Noiron im Norden, Champtonnay im Osten, Valay im Süden sowie Lieucourt im Südwesten.

## Geschichte
Der Ursprung von Arsans geht auf eine Grangie des Klosters Corneux zurück. Im Mittelalter gehörte das Dorf zur Freigrafschaft Burgund und darin zum Gebiet des Bailliage d’Amont. Zusammen mit der Franche-Comté gelangte Arsans mit dem Frieden von Nimwegen 1678 definitiv an Frankreich. Heute ist Arsans Mitglied des 18 Ortschaften umfassenden Gemeindeverbandes Communauté de communes du Val de Pesmes. Kirchlich ist der Ort Lieucourt angeschlossen.

## Bevölkerung
| Jahr                       | 1962 | 1968 | 1975 | 1982 | 1990 | 1999 |
| Einwohner                  | 35   | 36   | 32   | 44   | 53   | 46   |
| Quellen: Cassini und INSEE |      |      |      |      |      |      |

Mit 44 Einwohnern (1. Januar 2022) gehört Arsans zu den kleinsten Gemeinden des Département Haute-Saône. Nachdem die Einwohnerzahl in der ersten Hälfte des 20. Jahrhunderts deutlich abgenommen hatte (1901 wurden noch 80 Personen gezählt), wurden seit Beginn der 1960er Jahre nur noch relativ geringe Schwankungen verzeichnet.

## Wirtschaft und Infrastruktur
Arsans war bis weit ins 20. Jahrhundert hinein ein vorwiegend durch die Landwirtschaft (Ackerbau, Obstbau und Viehzucht) und die Forstwirtschaft geprägtes Dorf. Außerhalb des primären Sektors gibt es nur wenige Arbeitsplätze im Dorf. Einige Erwerbstätige sind auch Wegpendler, die in den größeren Ortschaften der Umgebung ihrer Arbeit nachgehen.
Der Ort liegt abseits der größeren Durchgangsachsen an einer Departementsstraße, die von Gray nach Valay führt. Eine weitere Straßenverbindung besteht mit Lieucourt.